# Tibouchina sellowiana
Tibouchina sellowiana är en tvåhjärtbladig växtart som beskrevs av Célestin Alfred Cogniaux. Tibouchina sellowiana ingår i släktet Tibouchina och familjen Melastomataceae. Inga underarter finns listade i Catalogue of Life.